# Amt Dahme/Mark
Amt Dahme/Mark är ett kommunalförbund i Landkreis Teltow-Fläming i förbundslandet Brandenburg i östra Tyskland. Amtet utgör en administrativ sammanslutning mellan staden Dahme/Mark, som är huvudort, och grannkommunerna Ihlow och Dahmetal. Den sammanlagda befolkningen uppgår till 6 495 invånare (2012). 
Amtet bildades ursprungligen 1992 genom en sammanslutning av 15 dåvarande kommuner i området, men har genom successiva sammanslagningar av dessa idag endast 3 ingående kommuner.